# Torupilli
Torupilli est un quartier du district de Kesklinn à Tallinn en Estonie.

## Description
En 2019, Torupilli compte 3 777 habitants.
Sa superficie est de 0,51 km2.
Ses quartiers limitrophes sont Kompassi, Raua, Kadriorg, Sikupilli, Juhkentali et Keldrimäe.
Les rues du quartier sont: Gonsiori tänav, Jakob Pärna tänav, Konstantin Türnpu tänav, Laulupeo tänav, Carl Robert Jakobsoni tänav, Johannes Kappeli tänav, Friedrich Reinhold Kreutzwaldi tänav, Friedrich Kuhlbarsi tänav, Juhan Kunderi tänav, Juhan Kunderi põik, Laagna tee, Lubja tänav, Ado Reinvaldi tänav, Vesivärava tänav et Jüri Vilmsi tänav.

## Population
| 2008  | 2010  | 2011  | 2012  | 2013  | 2014  |
| ----- | ----- | ----- | ----- | ----- | ----- |
| 3 234 | 3 207 | 3 214 | 3 360 | 3 476 | 3 729 |

| 2015  | 2016  | 2017  | 2018  | 2019  | 2020  |
| ----- | ----- | ----- | ----- | ----- | ----- |
| 3 702 | 3 853 | 3 912 | 4 160 | 3 777 | 3 958 |

| 2021  | 2022  | - | - | - | - |
| ----- | ----- | - | - | - | - |
| 4 121 | 4 229 | - | - | - | - |

## Lieux et monuments
- Lubja tn 4 – Tribunal de Harju[9] ;
- P. Kreutzwaldi tn 23 - Hôtel Hilton Tallinn Park ;
- P. Kreutzwaldi 25 - Lycée russe de Kesklinn (et) ;
- Gonsiori tn 38 - Lycée allemand de Kadriorg (et)[10];
- Vesivärava tn 50 - Immeuble Kadrioru Plaza (et)[11] ;
- Vesivärava tn 37 - Supermarché Torupilli Selver ;
- Tartu mnt 49 - Magasin Maxima ;
- Politseiaed, Jardin de la Police.

## Transports
Torupilli est desservi par les lignes de bus n° 9, 31, 42, 46, 55 et 67.

## Galerie

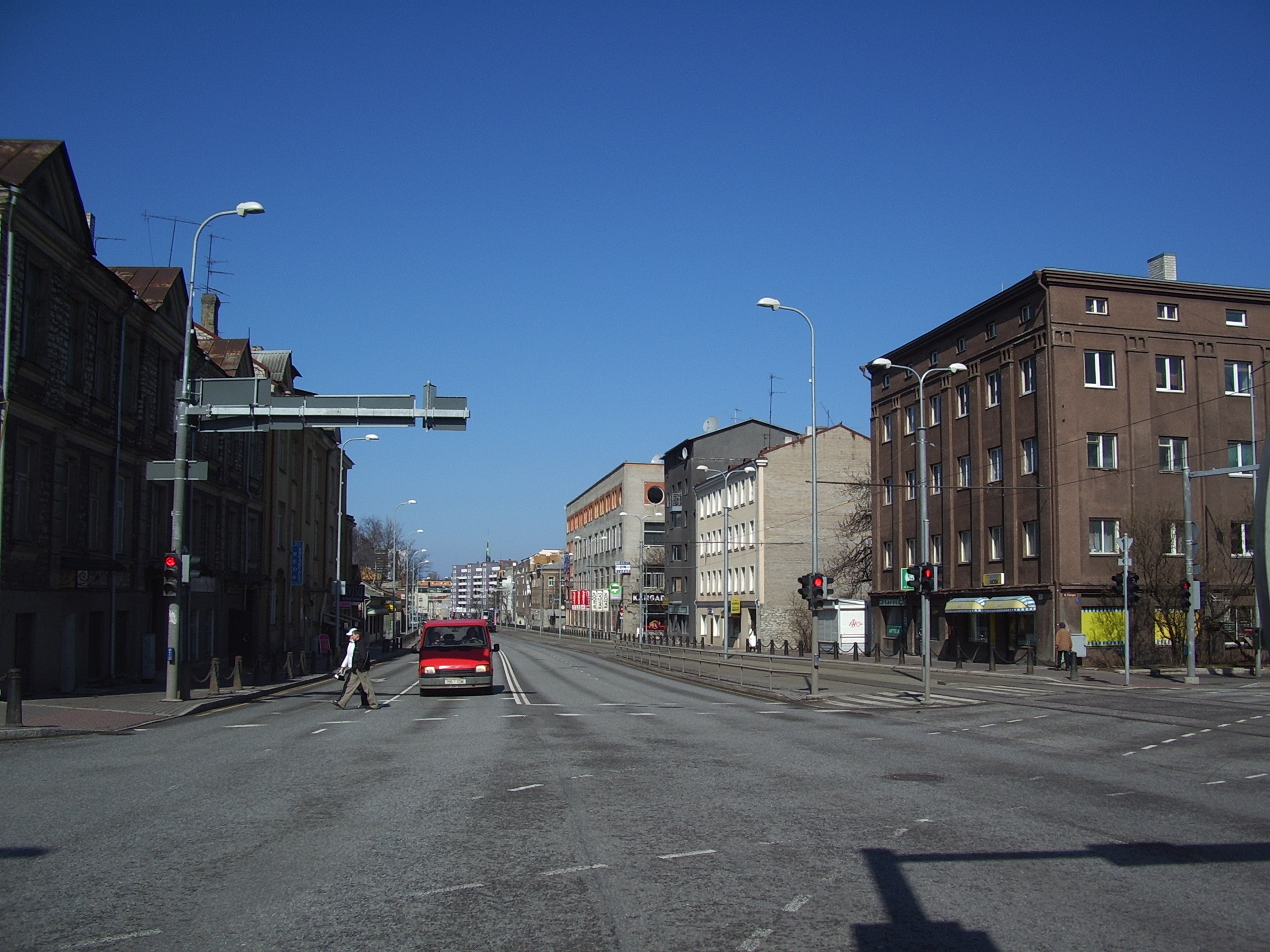
Tartu maantee, Torupilli à droite.
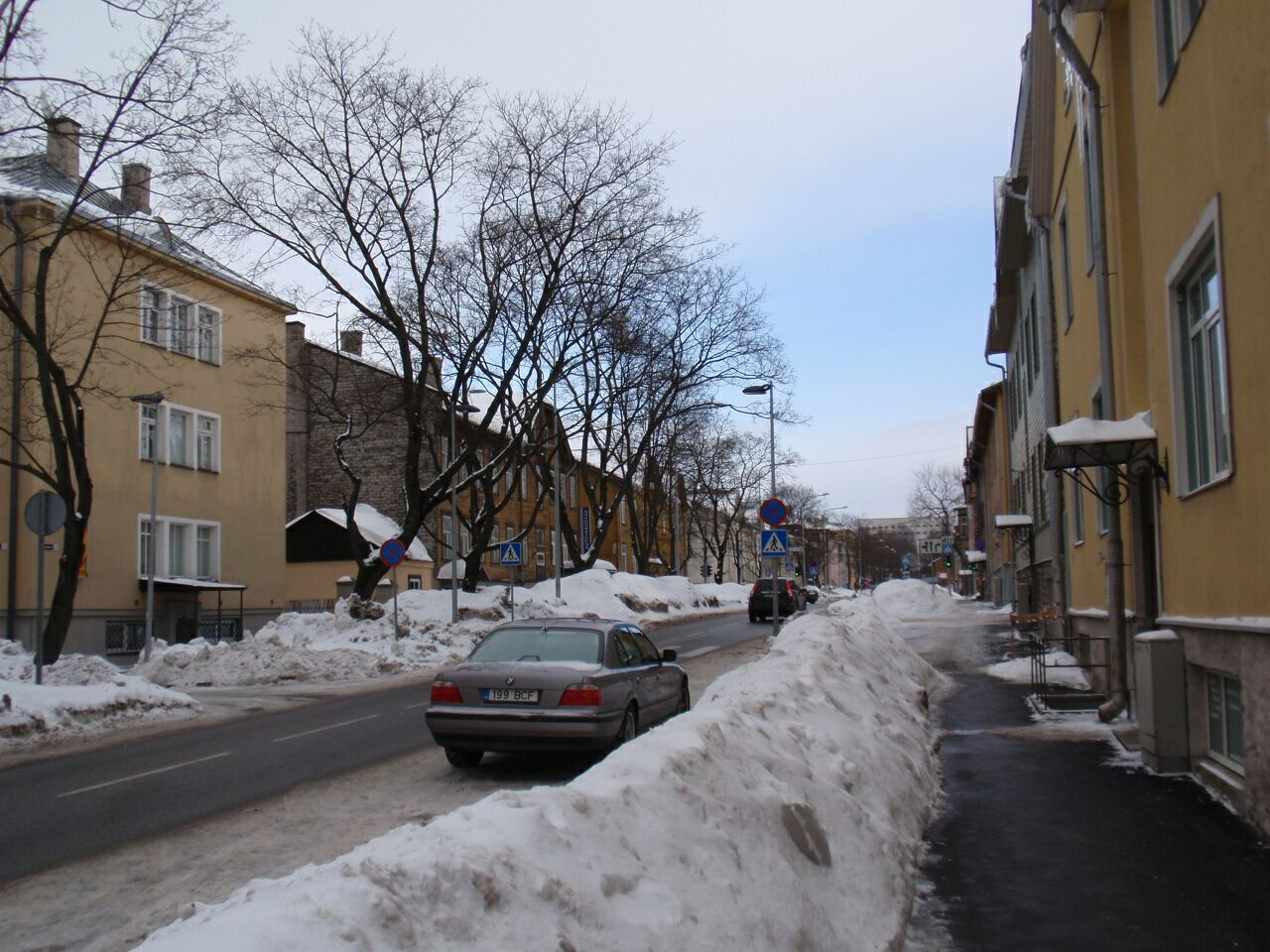
Rue J. Kunderi
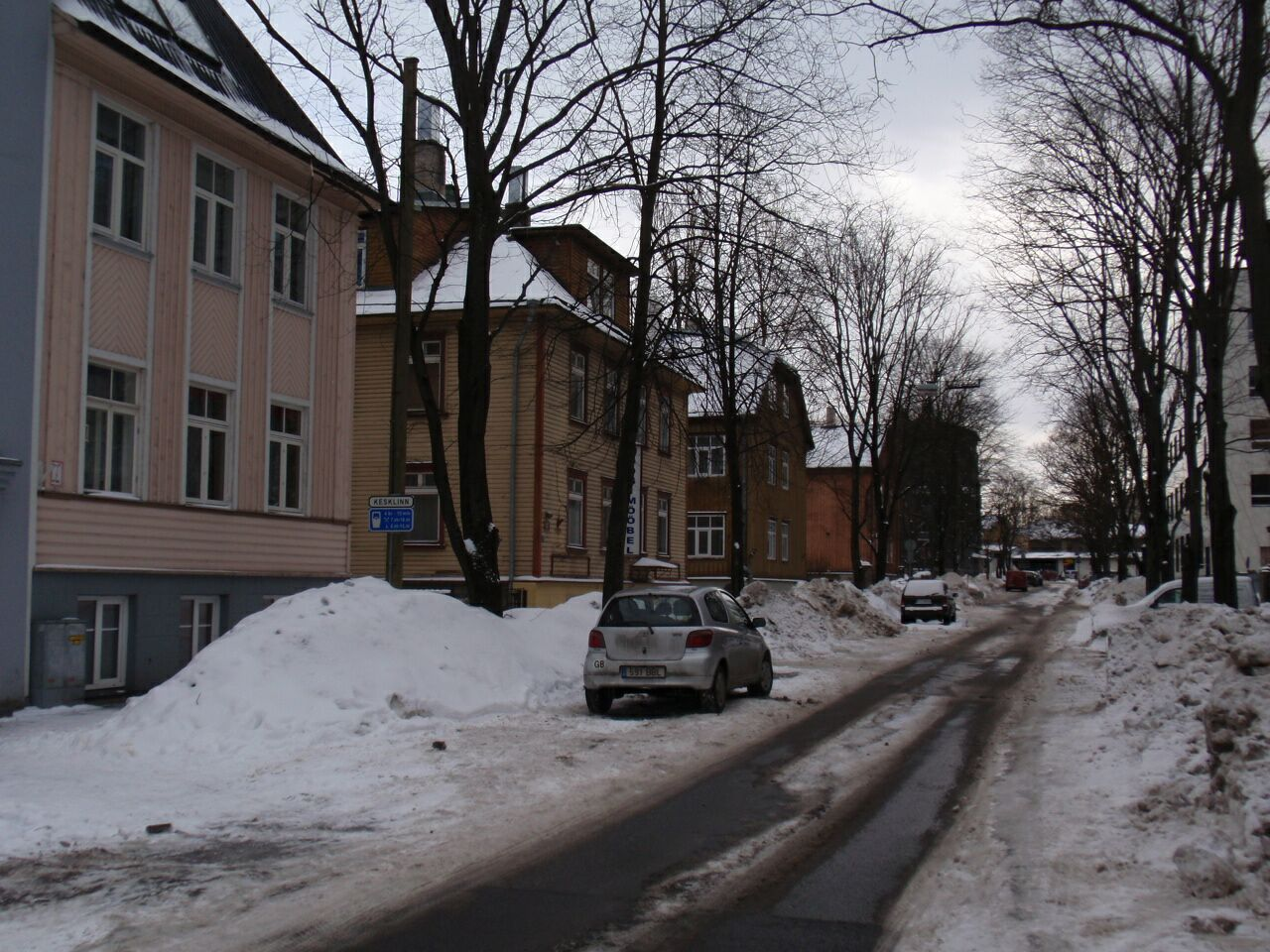
Rue K. A. Hermanni
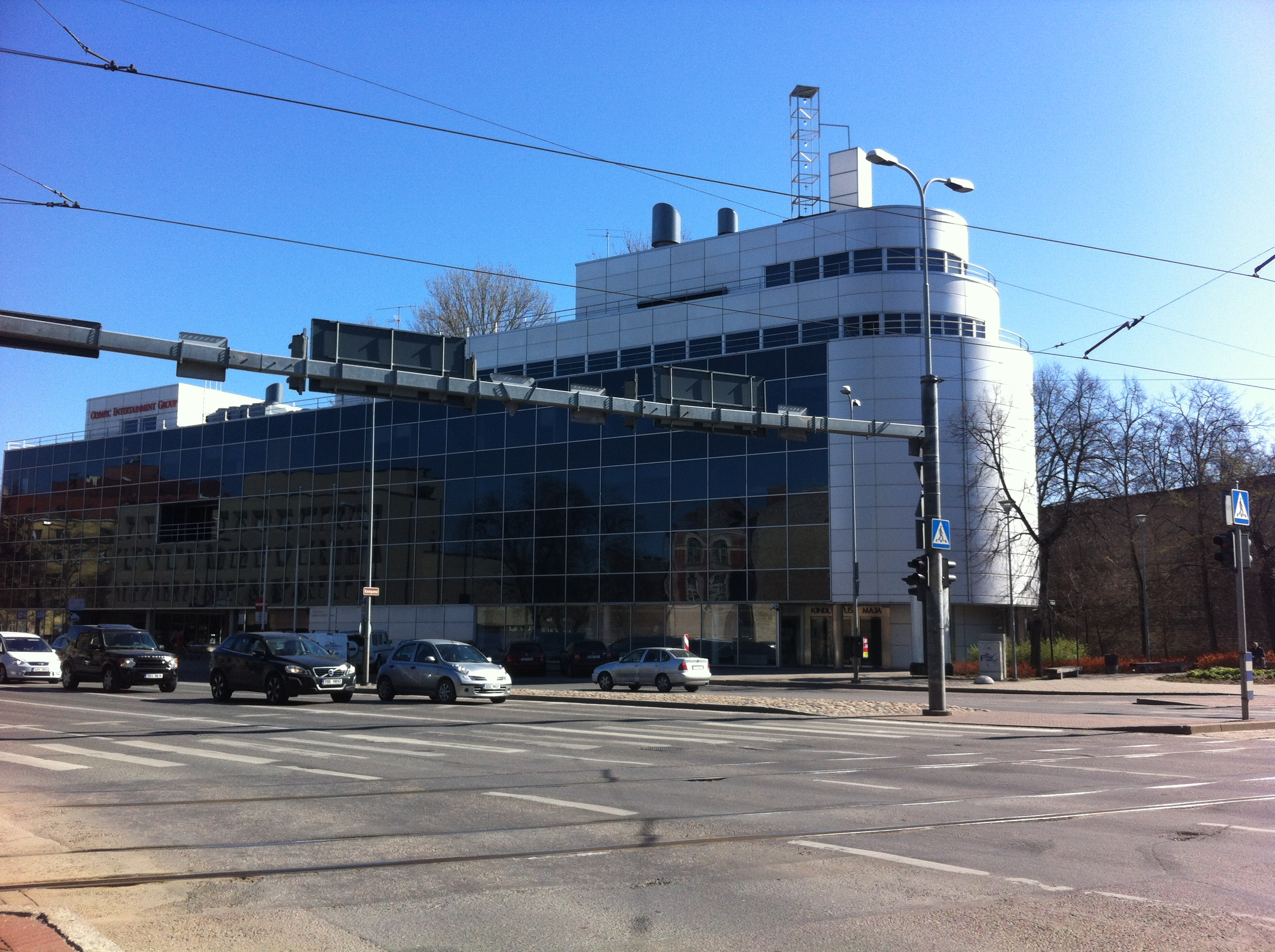
Pronksi tänav 19.

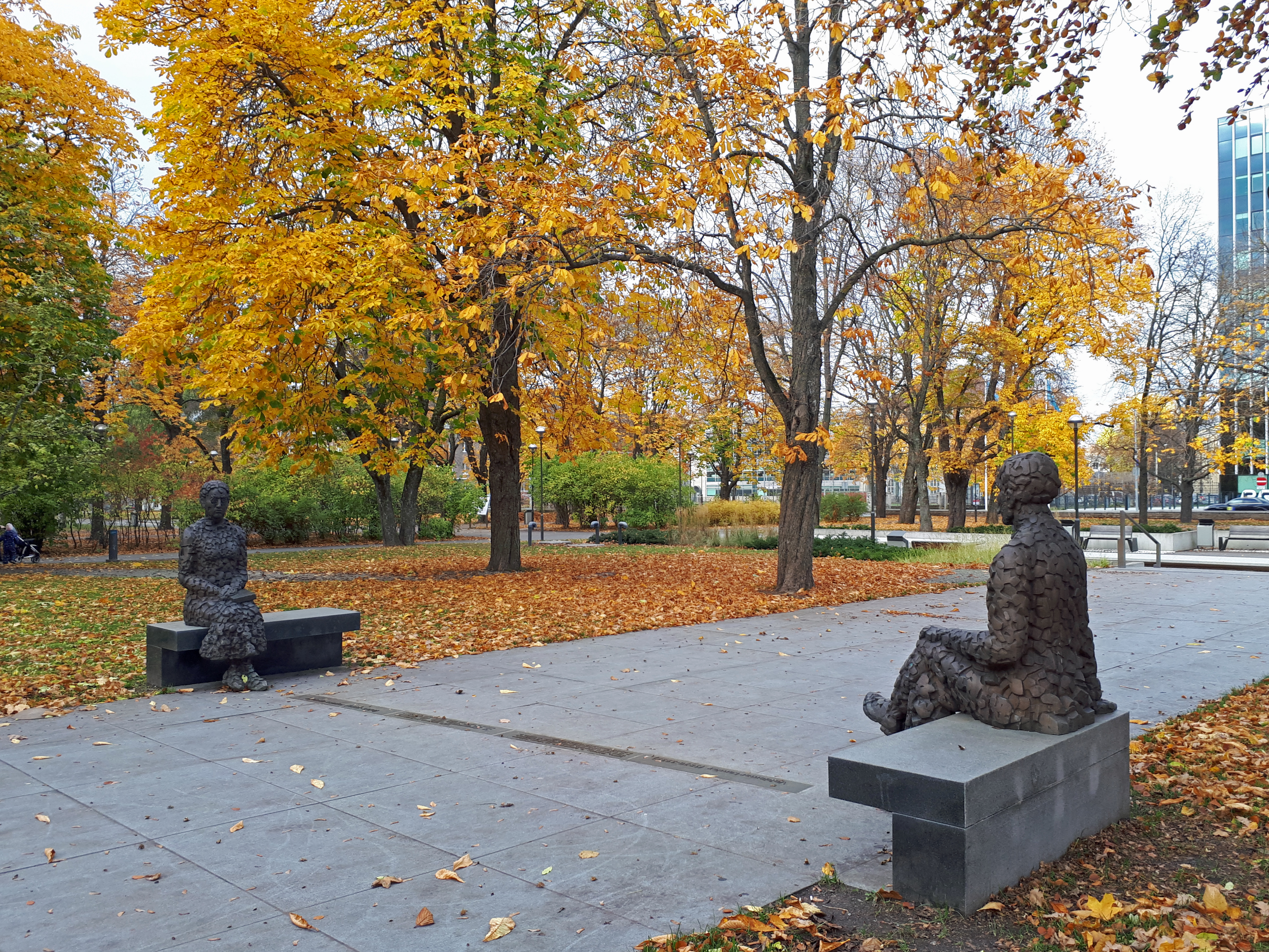
Jardin de la Police.
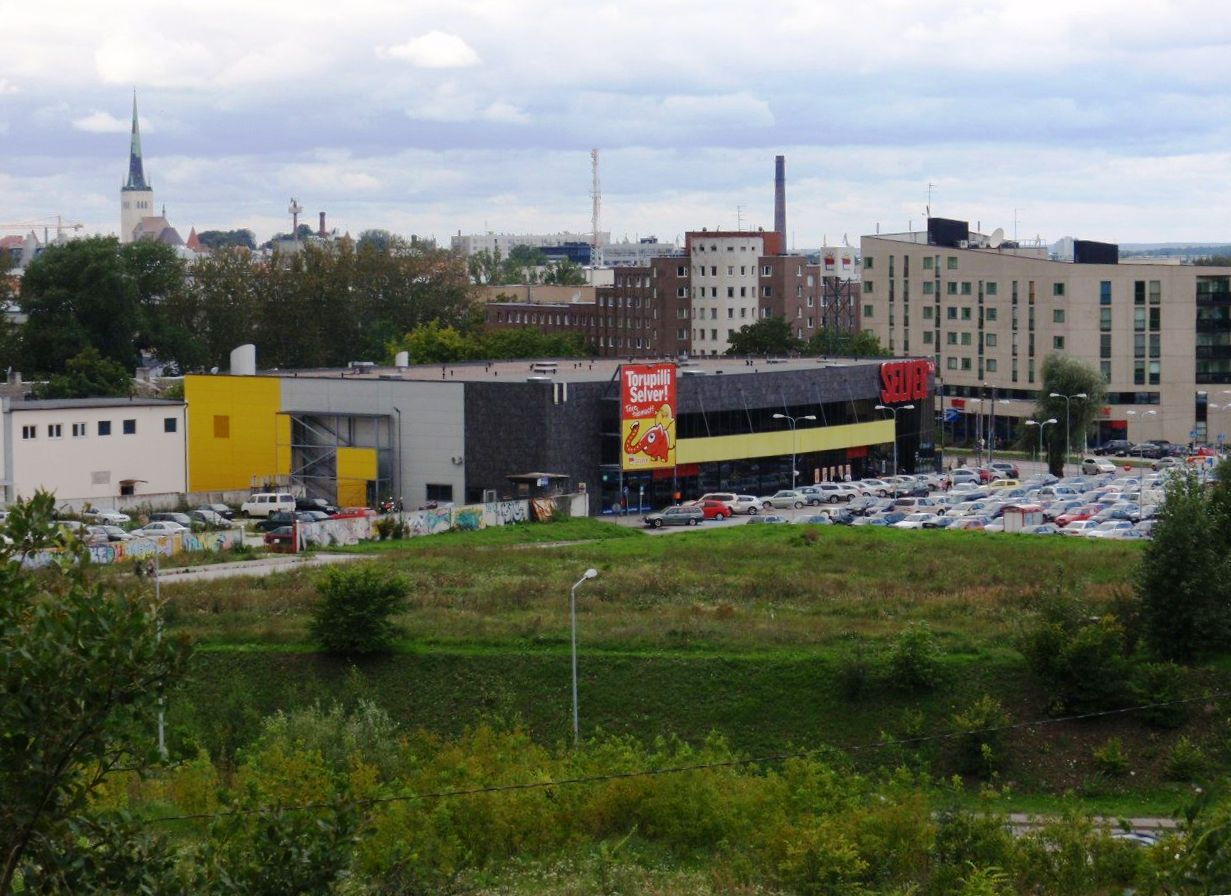
Torupilli Selver.
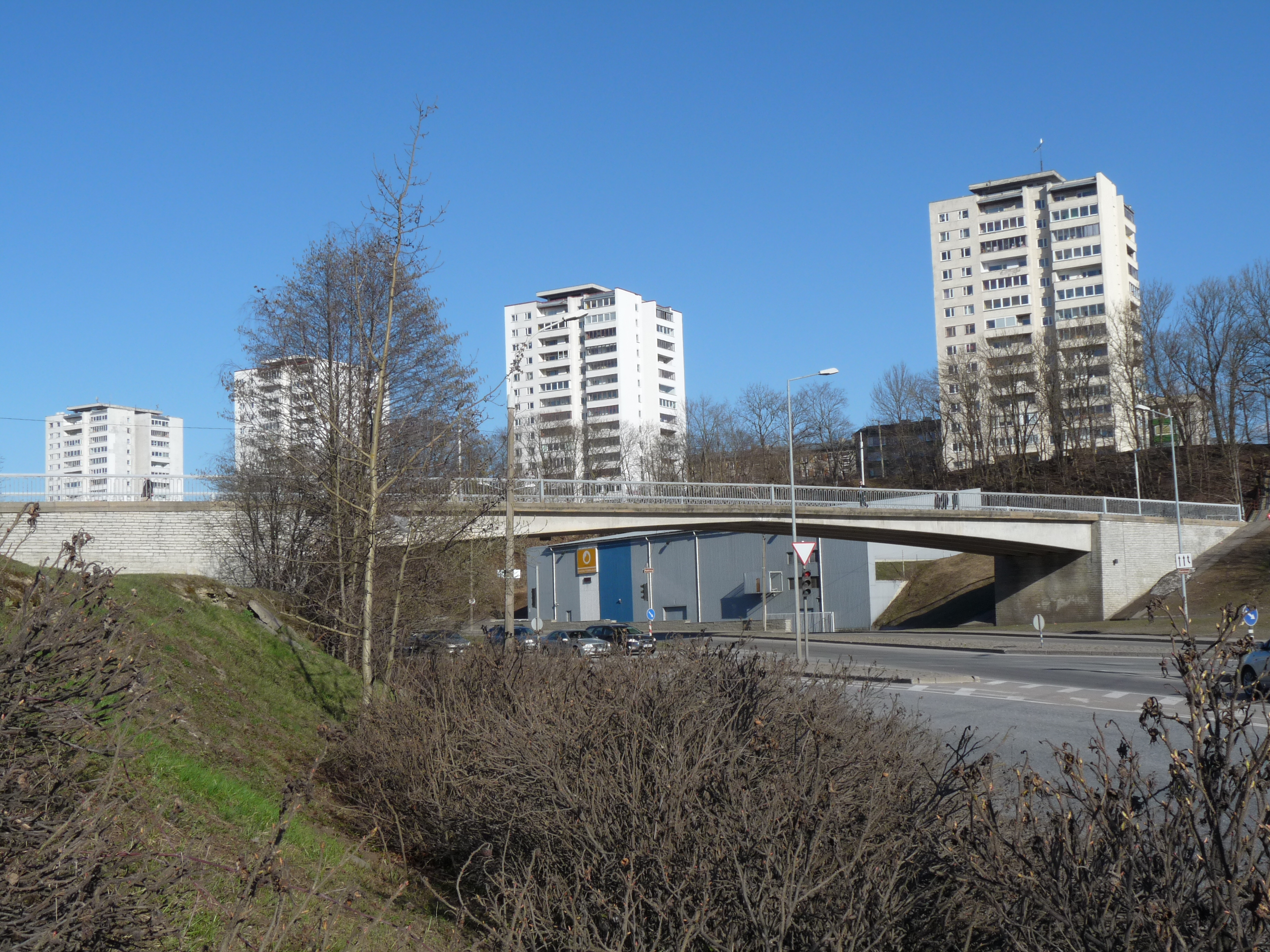
Pont Ilvesesild.